# Clay Mounce
Clay Mounce (Elkin, 12 marzo 1998) è un cestista statunitense.

## Carriera
Il 4 agosto 2021 firma il primo contratto professionistico con i Heroes Den Bosch, con cui vince il campionato olandese. Il 15 luglio 2022 si trasferisce al Donar Groningen, rimanendo così in BNXT League.

## Palmarès
- Campionato olandese: 1

Heroes Den Bosch: 2021-22